# Антон Фрідріг Шпрінг
Антон Фрідріх Шпрінг (англ. Anton Friedrich Josef Spring, 8 квітня 1814, Герольсбах, Баварія — 17 січня 1872, Льєж, Бельгія) — німецького походження бельгійський лікар і ботанік.

## Біографія
Він вивчав ботаніку і медицину в Мюнхенському університеті, отримавши ступінь доктора філософії в 1835 році і його доктора медицини протягом наступного року. З 1839 по 1872 роки він був професором в Університеті Льєжа, спочатку в області фізіології та анатомії, а потім викладати класи в патології і внутрішньої медицини.
Як ботанік він спеціалізувався на дослідженні Lycopodiaceae і Selaginellaceae і був автором описів численних видів з обох родин. Його особистий гербарій в даний час зберігається в гербарії університету Льєжа.

## Описані таксони
- Selaginella denticulata — вид плауноподібних родини Плаункові.
- Lycopodiastrum casuarinoides — вид плауноподібних родини Плаункові.

## Праці
- 1838: Über die naturhistorischen Begriffe von Gattung, Art und Abart
- 1842—1850: Monographie de la famille des Lycopodiacées